# Transporte en Nigeria

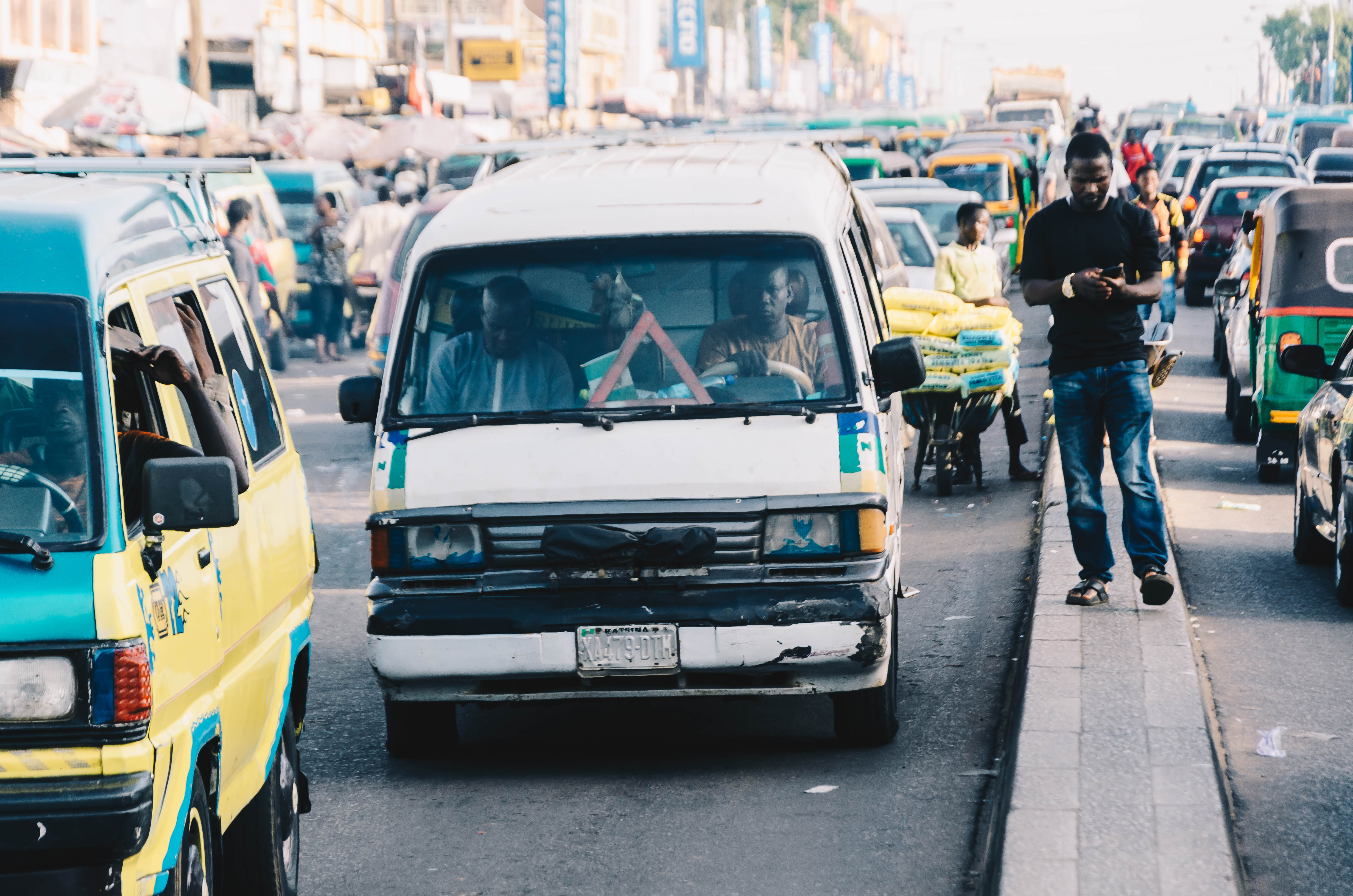
Una carretera transitada en Nigeria.

El transporte en Nigeria se refiere a toda la infraestructura urbana desarrollada para el traslado de personas o carga en el país africano de Nigeria, la cual comprende vías asfaltadas, ferrocarriles, vías marítimas y transporte aéreo.
El deterioro de las infraestructuras es una de las deficiencias que la Estrategia Nacional de Desarrollo del Empoderamiento Económico de Nigeria (NEEDS) trata de resolver. El gobierno ha comenzado a reparar la red de carreteras del país, mal mantenida. Dado que los ferrocarriles de Nigeria se encuentran en peligrosas condiciones, el gobierno está tratando de rectificar la situación mediante la privatización de la Corporación Ferroviaria de Nigeria (Nigerian Railway Corporation). Análogamente, el Gobierno está aplicando una estrategia de privatización parcial de los puertos mediante el otorgamiento de concesiones a operadores portuarios privados para que puedan mejorar la calidad de las instalaciones y operaciones portuarias.

## Ferrocarriles
Los ferrocarriles de Nigeria son operados por la Corporación Ferroviaria de Nigeria (Nigerian Railway Corporation). El sistema ferroviario de Nigeria tiene 3.984 kilómetros de vías, la mayoría de las cuales son de ancho del Cabo. El país tiene dos grandes líneas ferroviarias: una línea occidental que conecta Lagos con Nguru, y una línea oriental que conecta Port Harcourt con Maiduguri.[cita requerida] El ferrocarril de ancho estándar Lagos-Kano se está construyendo en segmentos para reemplazar la línea occidental de ancho del Cabo. Varios sistemas de metro están en construcción.

## Carreteras

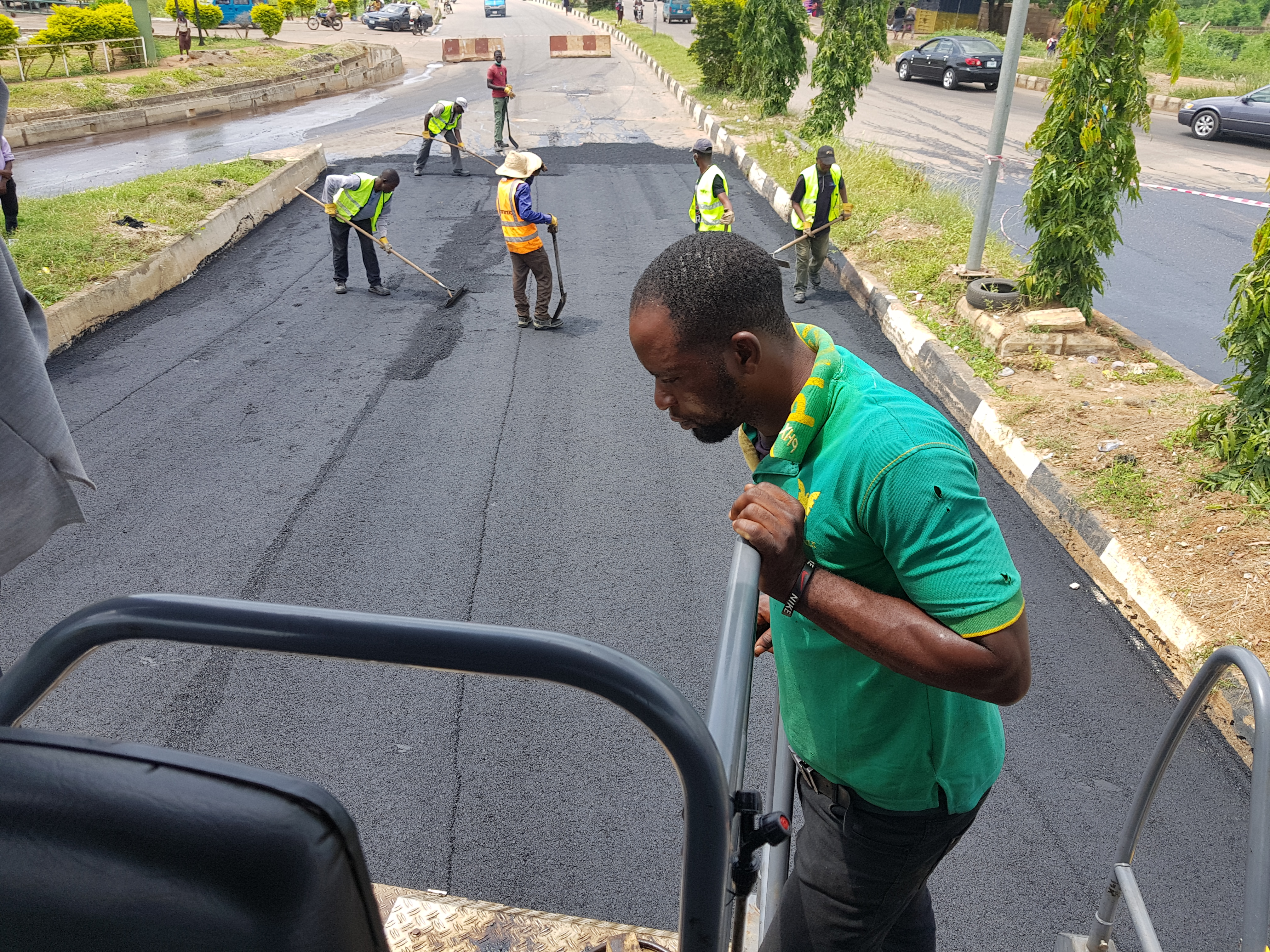
Mantenimiento de una carretera en Nigeria.

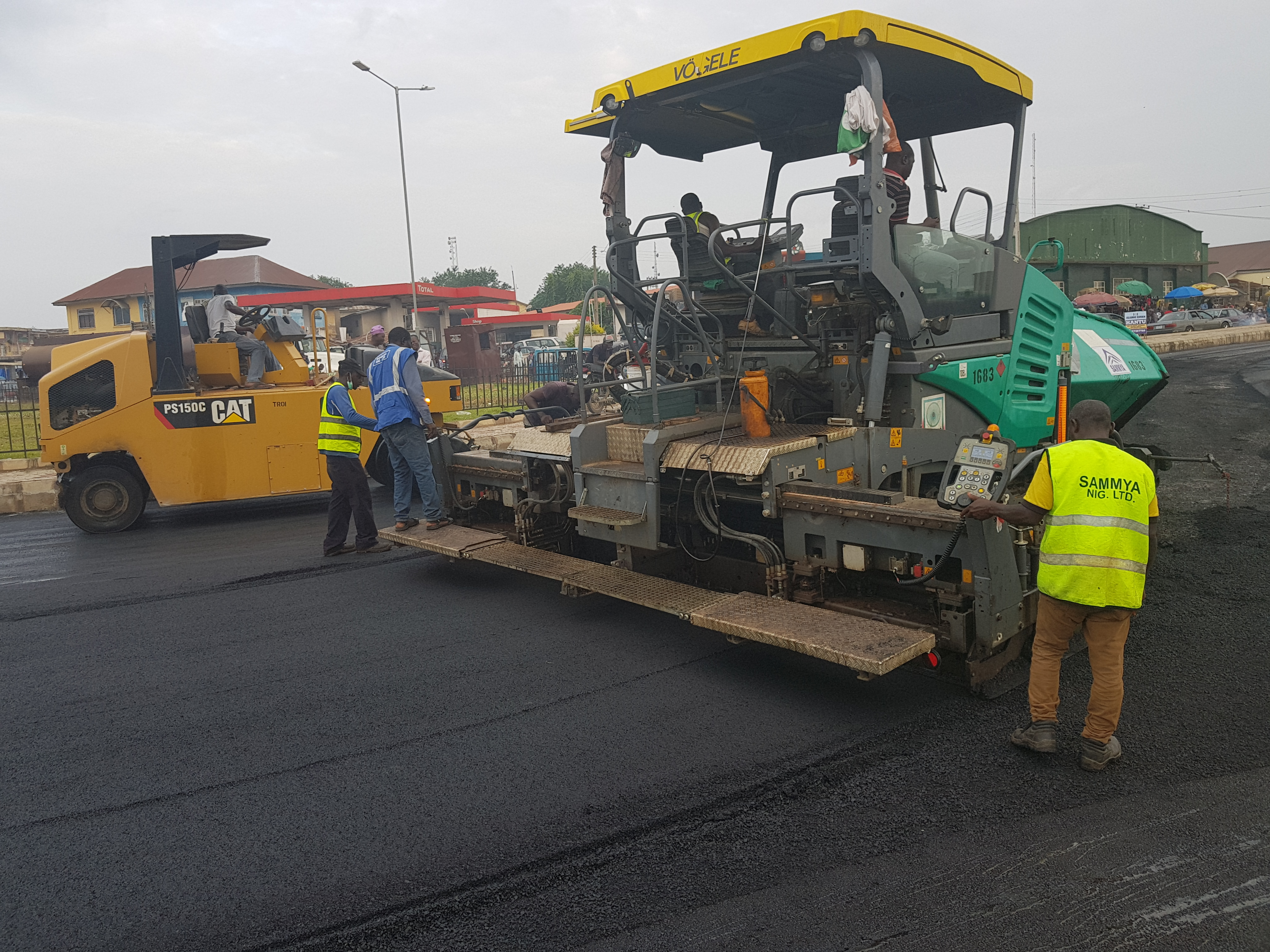
Construcción de una carretera en Nigeria.

Nigeria tiene la mayor red de carreteras de África occidental y la segunda más grande al sur del Sáhara, con unos 108.000 km de carreteras asfaltadas en 1990.[cita requerida]
Sin embargo, su mantenimiento es deficiente y a menudo se cita como causa de la elevada tasa de muertes en las carreteras del país.[cita requerida] En 2004 el Organismo Federal de Mantenimiento de Carreteras de Nigeria (Federal Roads Maintenance Agency, FERMA) comenzó a remendar la red de carreteras federales de 32.000 kilómetros, y en 2005 inició una rehabilitación más sustancial. La estación de lluvias y el mal equipamiento plantean problemas para el mantenimiento de las carreteras.
Estas son las partes que ya se han modernizado a autopista y autovía estándar:
| Número de la autopista | Ruta                                                           | Construidos | Planeados | Observaciones                                               |
| ---------------------- | -------------------------------------------------------------- | ----------- | --------- | ----------------------------------------------------------- |
| A1                     | Agapa Rd - E1                                                  | 15 km       |           |                                                             |
| A1                     | Oyo – Ogbomosho                                                | 35 km       |           | u/c, finales de 2015                                        |
| A2                     | Warri – Benin City                                             | 77 km       |           | Bypass de la ciudad de Benín                                |
| A2                     | Madalla/Abuya (A234) – Kaduna (A235)                           | 179 km      |           |                                                             |
| A2                     | Kaduna North – Kano                                            | 221 km      |           | Carretera de circunvalación / bypass oriental               |
| A3                     | Port Harcourt (E-W Rd) – Umuahia (Umu Opara Rd. /Mission Hill) | 100 km      |           |                                                             |
| A3                     | Okigwe – Enugu (A343)                                          | 87 km       |           |                                                             |
| A3                     | Enugu – Ngwo (A232)                                            | 13 km       |           |                                                             |
| A5                     | Papalanto – Abeokuta                                           | 37 km       |           |                                                             |
| A121                   | Logbara/Sagamu(E1) - Benin City (A121, Benin City Bypass)      | 247 km      |           | Autopista Shagamu- Benín                                    |
| A122                   | Ibadán – Ife                                                   | 63 km       |           | Autopista Ibadán – Ife                                      |
| A232                   | Benin City (Benin City Bypass) – Agbor (Aliagu Rd.)            | 46 km       |           |                                                             |
| A232                   | Agbor (Lagos -Asaba Rd.) – Enugu (A3)                          | 161 km      |           |                                                             |
| A234                   | Abuya North Bypass (Gado Nasko Rd. – Murtalla Mohammed Expy)   | 25 km       |           |                                                             |
| E1                     | Ring Rd Apongbon St – A1                                       | 21,5 km     |           | Bypass de Lagos Este                                        |
| -                      | Apapa – Oworonshoki- Tin Can Access - Creek Road               | 28,5 km     |           | Autopista Apapa - Oworonshoki / Bypass de Lagos Oeste y Sur |
| -                      | Ring Rd Apongbon St – A1                                       | 80 km       |           | Autopista Lagos - Badagry                                   |
| -                      | Ijora Cause Way                                                | 2 km        |           | Bypass de Lagos Sur                                         |
| -                      | Eko Bridge - Apongbon St                                       | 4 km        |           | Puente de Eko                                               |
| -                      | Murtala Mohammed Expy                                          | 5 km        |           | Bypass de Abuya Este                                        |
| -                      | Nnamdi Azikiwe Expy                                            | 14 km       |           | Bypass de Abuya Oeste                                       |
| -                      | Airport Rd. /Umaru Musa Yar’Adua Rd.                           | 38 km       |           | Bypass de Abuya Sur                                         |

Cifras del World Factbook de la CIA (1999):
Total: 194.394 km
Pavimentado: 60.068 km (incluyendo 1.194 km de autopistas)
Sin pavimentar: 134.326 km (1998)
Nota: algunos caminos pavimentados han perdido su superficie asfáltica y están en muy malas condiciones o han vuelto a ser caminos de grava. Parte del sistema vial es apenas utilizable, especialmente en las zonas de altas precipitaciones del sur.

### Carreteras internacionales
La ubicación estratégica y el tamaño de Nigeria dan como resultado cuatro rutas de la Red de Carreteras Transafricanas que utilizan su sistema nacional de carreteras:
- La Carretera Transahariana hacia Argelia está casi terminada, pero las cuestiones de seguridad fronteriza pueden obstaculizar su utilización a corto plazo.[5]
- La Carretera Transaheliana a Dakar está sustancialmente terminada.
- La Carretera Transoccidental de la Costa de África comienza en Nigeria y la conecta hacia el oeste con Benín, Togo, Ghana y Costa de Marfil, con autopistas de acceso a Burkina Faso y Malí, países sin litoral. Cuando se termine la construcción en Liberia y Sierra Leona, la autopista continuará hacia el oeste a otras siete naciones de la Comunidad Económica de Estados de África Occidental (CEDEAO).
- La autopista Lagos-Mombasa se ha esperado durante muchas décadas para impulsar el comercio en todo el continente. Proporciona mejores conexiones por carretera con el vecino Camerún, pero falta su continuación a través de República Democrática del Congo hasta África Oriental, así como carreteras de Camerún a África Central y a África Austral, lo que podría impulsar el comercio dentro del continente.

## Vías navegables

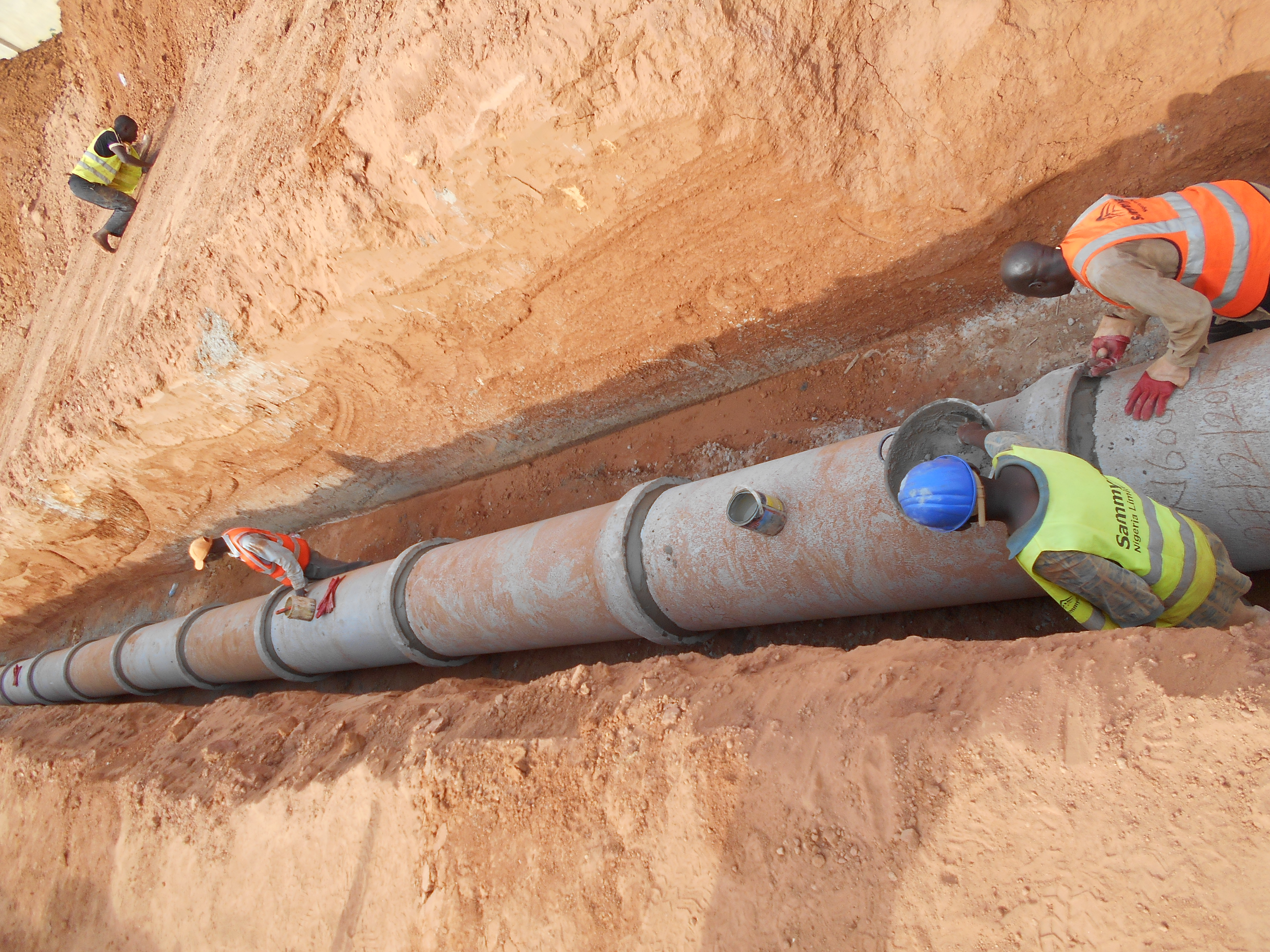
Instalación de un sistema de drenaje de aguas pluviales en Nigeria.

Nigeria tiene 8.600 km de vías navegables interiores. Las más largas son el río Níger y su afluente, el río Benue, pero los más utilizados, especialmente por los grandes barcos a motor y para el comercio, están en el delta del Níger y a lo largo de toda la costa desde la laguna de Lagos hasta el río Cross.

## Tuberías
En 2004 Nigeria tenía 105 kilómetros de tuberías para condensados, 1.896 kilómetros para gas natural, 3.638 kilómetros para petróleo y 3.626 kilómetros para productos refinados.[cita requerida] Se han previsto varios proyectos de gasoductos para ampliar la distribución interna de gas natural y exportar gas natural a Benín, Ghana, Togo a través del Gasoducto de África Occidental y, potencialmente, incluso a Argelia (donde se encuentran las terminales de exportación del Mediterráneo) mediante el propuesto gasoducto transahariano. Los gasoductos de energía están expuestos a sabotaje por parte de grupos militantes o a sifonaje por parte de ladrones.
Petróleo crudo: 2.042 km; productos derivados del petróleo: 3.000 km; gas natural: 500 km.

## Puertos y muelles
La Autoridad Portuaria de Nigeria (Nigerian Ports Authority, NPA) se encarga de la gestión de los puertos de Nigeria, algunos de los cuales han quedado por debajo de las normas internacionales en lo que respecta a la calidad de las instalaciones y la eficiencia operativa. Reconociendo que el Gobierno carece de la financiación y los conocimientos técnicos necesarios para modernizar las instalaciones y administrar los puertos con eficiencia, la NPA está tratando de privatizar parcialmente los puertos mediante el otorgamiento de concesiones a operadores portuarios privados. En virtud de los términos de los acuerdos de concesión, el gobierno transferiría los derechos de explotación a empresas privadas durante un número finito de años sin renunciar a la propiedad de los terrenos del puerto. El principal puerto de contenedores de Nigeria es el puerto de Lagos, en el que se manipulan unos 5,75 millones de toneladas de carga cada año. El puerto, que consta de instalaciones separadas en la isla de Apapa y en la de Tin Can, tiene una conexión ferroviaria con puntos del interior. Port Harcourt, un puerto de transbordo situado a 66 kilómetros del Golfo de Guinea a lo largo del río Bonny en el delta del Níger, maneja unas 815.000 toneladas de carga cada año y también tiene una conexión ferroviaria. Ambos puertos no sólo se encargan del comercio marítimo de Nigeria, sino que también prestan servicios a países del interior como Níger y Chad. Se está construyendo un nuevo puerto en Onne, a unos 25 kilómetros al sur de Port Harcourt. Terminales relativamente modernas y eficientes administradas por compañías petroleras multinacionales manejan la mayoría de las exportaciones de petróleo y gas.

### Océano Atlántico
- Calabar
- Lagos - terminal ferroviaria
- Puerto de la isla de Tin Can
- Onne - Federal Ocean Terminal - terminal ferroviaria en construcción
- Port Harcourt - terminal ferroviaria
- Sapele
- Koko
- Warri

El puerto de Lekki está en construcción.

### Puertos fluviales
- Puerto fluvial de Onitsha, estado de Anambra, situado en el río Níger.
- Puerto fluvial de Burutu, estado del Delta, situado en el río Forçados.
- Puerto del río Oguta, estado de Imo, en el lago Oguta a lo largo del río Njaba.
- Puerto del río Lokoja, estado de Kogi en el río Níger.
- Puerto del río Baro, estado de Níger en el río Níger.

Se están construyendo el puerto fluvial de Benín en el río Benín, estado de Edo, y el puerto fluvial de Makurdi en el río Benue, estado de Benue.

## Marina mercante
La Marina Mercante Nigeriana (Nigerian Merchant Navy) no es un organismo legalmente reconocido, pero los oficiales superiores están representados por la Asociación de Oficiales de la Marina Mercante y el Personal Superior de Transporte Acuático (Merchant Navy Officers' and Water Transport Senior Staff Association). La industria marítima está regulada por la Agencia de Administración y Seguridad Marítima de Nigeria (Nigerian Maritime Administration and Safety Agency, NIMASA), que se encarga de los reglamentos relacionados con la navegación, el trabajo marítimo y las aguas costeras de Nigeria. El organismo también realiza inspecciones y presta servicios de búsqueda y rescate.
Total: 40 buques (1.000 toneladas de arqueo bruto (GT) o más) con un total de 360.505 GT/644.471 toneladas de peso muerto (DWT).
Buques por tipo: granelero 1, carguero 12, buque cisterna para productos químicos 4, petrolero 22, buque cisterna especializado 1 (1999).

## Aeropuertos y aerolíneas
Los principales aeropuertos de Nigeria son el Aeropuerto Internacional Murtala Muhammed en Lagos y el Aeropuerto Internacional Nnamdi Azikiwe en Abuya. Otros tres aeropuertos internacionales son el Aeropuerto Internacional de Kano Mallam Aminu en Kano, el Aeropuerto Internacional Akanu Ibiam en Enugu y el Aeropuerto Internacional de Port Harcourt en Port Harcourt. En general, los aeropuertos de Nigeria, ya sean internacionales o regionales, tienen mala reputación en lo que respecta a la eficiencia y la seguridad de sus operaciones. Las compañías aéreas nacionales privadas comenzaron a ganar negocios a expensas de Nigeria Airways, la antigua aerolínea nacional de propiedad estatal que fue declarada en quiebra en 2004. La antigua aerolínea de bandera nacional, Air Nigeria, suspendió sus operaciones en 2012. Arik Air es ahora una gran aerolínea que presta servicios a Nigeria y ha transportado a más de 10 millones de pasajeros.

### Aeropuertos con pistas pavimentadas
Total: 38
De más de 3.047 m: 9
De 2.438 a 3.047 m: 11
De 1.524 a 2.437 m: 10
De 914 a 1.523 m: 5
De menos de 914 m: 3
(2010)

### Aeropuertos con pistas sin pavimentar
Total: 16
De más de 3.047 m: 1
De 1.524 a 2.437 m: 2
De 914 a 1.523 m: 11
De menos de 914 m: 2
(2010)

### Helipuertos
Hay por lo menos 15 helipuertos hasta la fecha, incluidos los del sector petrolero.